# مقاطعة كياباها (نبراسكا)
مقاطعة كياباها (بالإنجليزية: Keya Paha County)‏ هي إحدى مقاطعات ولاية نبراسكا في الولايات المتحدة الأمريكية.